# Missa L’homme armé super voces musicales
Missa L’homme armé super voces musicales – jedna z dwóch mszy Josquina des Prés opartych na melodii popularnej piosenki francuskiej z pocz. XV wieku - L’homme armé. Jest to utwór czterogłosowy. Powstała w okresie, gdy kompozytor działał w kapeli papieskiej, toteż niemal na pewno była wykonywana na mszach z udziałem głowy Kościoła katolickiego. 

## Budowa utworu
Tytułowa melodia mszy w kolejnych częściach stałych została umieszczona na kolejnych stopniach heksachordu ut-re-mi-fa-sol-la. W efekcie każda kolejna część jest wykonywana o jedną tonację wyżej, choć harmonika utworu jest zachowana niezmiennie w skali doryckiej. Od zastosowania kolejnych dźwięków heksachordu w kolejnych częściach mszy, wzięła się druga część tytułu utworu: super voces musicales. 
- Kyrie - rozpoczyna się od dźwięku "c".
- Gloria - rozpoczyna się od dźwięku "d". Od słów "Qui tollis pecccata mundi" ("Który gładzisz grzechy świata") temat pojawia się po raz drugi w ruchu wstecznym (raku).
- Credo - rozpoczyna się od dźwięku "e". Od słów "Et incarnatus est" temat pojawia się po raz drugi w raku, zaś od słów "Confiteor" temat wraca w ruchu prostym z rytmem synkopowanym.
- Sanctus - rozpoczyna się od dźwięku "f".
- Agnus Dei - pierwsze Agnus Dei rozpoczyna się od dźwięku "g", zaś trzecie jest o tonację wyżej i zaczyna się od "a".

"Pleni sunt caeli" w Sanctus, Benedictus i drugie wezwanie w Agnus Dei jest wyłączone z powyższego schematu. W Benedictus występuje dwugłosowy kanon, zaś w drugim Agnus Dei trzygłosowy. 
Wbrew późnorenesansowej manierze, Josquin des Prés zdecydował się na zapis, w którym górna linia melodyczna jest wykonywana przez głos najniższy, dwie środkowe uzupełniają się wzajemnie i operują w podobnych skalach głosowych, zaś dolna linia melodyczna jest wykonywana przez głos najwyższy.